# Дарондо, Бенуа Анри
Бенуа́ Анри́ Дарондо́ (фр. Benoît Henri Darondeau; 8 апреля 1805, Париж — 1 марта 1869, Париж) — французский инженер-гидрограф, участвовавший в кругосветной экспедиции на корвете «la Bonite» (1836—1837). Старший брат художника Станисласа Дарондо (1807—1842).

## Биография
Сын композитора Анри Дарондо (1779—1865). Воспитанник Политехнической школы в Париже, участвовал в 1828—1835 годах в картографической съемке французских берегов, совершил в 1835—1837 годах кругосветное путешествие с научной целью, много лет затем заведовал съемкой берегов в Средиземном море; с 1865 года — директор гидрографического корпуса морского ведомства и член «Бюро долгот» (Bureau des longitudes).

## Издания
Кроме 4-томного описания своего кругосветного путешествия и многих карт, издал:
- «Mémoires hydrographiques» (1845—1847),
- «Annales hydrographiques» (1848—1853);
- «Instruction pour aborder et franchir la barre de Bayonne» (1850)
- впервые опубликовал список маяков мира[3]: «Livre des phares de toutes les côtes du globe».